# Grupo Planeta
Grupo Planeta è una holding e gruppo editoriale e mediatico spagnolo con sede a Madrid (Spagna). Riunisce aziende in sei diverse aree di business (editoria, collezionismo, formazione, vendita diretta, audiovisivi e media) in 25 paesi nel mondo di lingua spagnola e francese. Ha la sua origine nella Editorial Planeta, fondata nel 1949 a Barcellona, che è ancora il fiore all'occhiello del gruppo.

## Storia
Planeta comprende più di 100 e aziende provenienti da sette diverse aree di business, in particolare i 64 editori che fanno pianeta nel primo gruppo editoriale in lingua spagnola, e il decimo nel mondo. Oltre all'area editoriale, il gruppo agisce nei settori del collezionismo, della formazione, della vendita diretta, della formazione a distanza, dell'audiovisivo e dei media.
Durante il primo decennio del secolo, il Gruppo ha incrementato la propria presenza nel settore delle comunicazioni, mettendo in evidenza la sua quota di controllo di Atresmedia (con supporti come Antena 3, La Sexta e stazione radio Onda Cero) e  il giornale nazionale La Razón.
Le aziende del Gruppo totalizzano 9000 posti di lavoro nel 2017. Il Gruppo ha fatturato, nel 2011, 1.772 milioni di euro.
Fino alla sua morte, nel gennaio 2015, presidente del Grupo Planeta era José Manuel Lara Bosch, figlio del fondatore della Editorial Planeta, José Manuel Lara Hernandez. Dal 2014 il presidente è José Creuheras, che è stato vice presidente del gruppo.
L'11 ottobre 2017, Planeta ha annunciato il trasferimento del suo quartier generale a Madrid per il processo di indipendenza catalano.

## Società
Nel 1982 fonda una joint venture, Planeta DeAgostini (anche DeA Planeta Libri) con la società editoriale italiana De Agostini, con sede a Madrid.